# Prirezan ikozidodekadodekaeder
| Prirezan ikozidodekadodekaeder                        | Prirezan ikozidodekadodekaeder                          |
| ----------------------------------------------------- | ------------------------------------------------------- |
|                                                       |                                                         |
| Vrsta                                                 | uniformni zvezdni polieder                              |
| Elementi                                              | F = 104, E = 180, V =60 ({\displaystyle \chi \,} = -16) |
| Stranske ploskve po stranicah                         | (20+60{3}+12{5}+12{5/2}                                 |
| Wythoffov simbol                                      | 3/2 5\|3 3 5/4 \| 3                                     |
| Simetrijska grupa                                     | Ih, [5,3]+, *532                                        |
| Bowerjeva okrajšava                                   | Giid                                                    |
| Sklici                                                | U48, C62, W88                                           |
| srednji heksagonalni heksekontaeder (dualni polieder) | 3.3.3.5.3.5/3 slika oglišč                              |

Prirezani ikozidodekadodekaeder je v geometriji uniformni zvezdni polieder z oznako (indeksom) U46.

## Kartezične koordinate
Kartezične koordinate oglišč prirezanega ikozidodekadodekaedra so vse parne permutacije vrednosti
(±2α, ±2γ, ±2β),
(±(α+β/τ+γτ), ±(-ατ+β+γ/τ), ±(α/τ+βτ-γ)),
(±(-α/τ+βτ+γ), ±(-α+β/τ-γτ), ±(ατ+β-γ/τ)),
(±(-α/τ+βτ-γ), ±(α-β/τ-γτ), ±(ατ+β+γ/τ)) and
(±(α+β/τ-γτ), ±(ατ-β+γ/τ), ±(α/τ+βτ+γ)),
s sodim število znakov plus, kjer je:
α = ρ+1,
β = τ2ρ2+τ2ρ+τ,
γ = ρ2+τρ,
in kjer je τ = (1+√5)/2 zlati rez in
ρ realna rešiteve načbe ρ3 = ρ + 1, kar je približno 1,3247180.
ρ se imenuje plastično število.
Če pa se vzame neparne permutacije zgornjih koordinat z neparnim številom pozitivnih predznakov, se dobi drugo enanciomorfno obliko.